# Saint-Melaine-sur-Aubance
Saint-Melaine-sur-Aubance – miejscowość i gmina we Francji, w regionie Kraj Loary, w departamencie Maine i Loara.
Według danych na rok 2010 gminę zamieszkiwało 2 100 osób, a gęstość zaludnienia wynosiła 410 osób/km².